# Saigini
Saigini je tribus parnoprstaških sisavaca potporodice Bovinae. Ovaj tribus čine dvije vrste gazela srednjih veličina koje nastanjuju Euroazijsku stepu.

## Taksonomija

### Opis
Tribus je 1945. godine stovrio američki paleontolog i teoretičarski biolog George Gaylord Simpson. Prema Simpsonu tribus se sastoji od dva monotipičnih rodova:
- Tribus Saigini
  - Rod Pantholops
    - Pantholops hodgsonii

  - Rod Saiga
    - Saiga tatarica

### Kontrovezna taksonomija
Saiga i Pantholops su problematični taksonomijskih rodovi. Saiga je bila tradicionalno klasificirano kao rod potporodice Caprinae, no neki autori sugeriraju da je rod Saiga bliži potporodici Antilopinae. Godine 2000. Groves je analizirao morfološke karakteristike rodova Procapra, Prodorcas i Saiga i predložio tri bazalne skupine Antilopiae, od kojih je jedna uključivala kladu Saiga + Procapra.
Rod Panthalops je monotipilan (P. hodgsonii) te je pponekad uključen u tribus Saigini na temelju sličnih morfoloških obilježja od kojih je većina plesiomorfna. Međutim, molekularni i morfološki nalazi sugeriraju da je ispravnije svrstati Pantholops hodgsonii u potporodicu Caprinae, no status tibetanske gazele u ovoj potporodici ostaje neizvjesan. Podatci o citokromu b i malim proporcijama v i 16S rDNA sugestiraju filogenetske afinitete Saiga i Procapra s Antilopinae. Međutim, ove studije ne pojašnjavaju bliske odnose unutar ove klade. S obzirom na ovu nesigurnost, neki autori su predložili odbacivanje taksona Saigini.